# Rotem Keller
Rotem Moshe Keller (in ebraico רותם משה קלר‎?; Hadera, 9 novembre 2002) è un calciatore israeliano, difensore del Maccabi Netanya.

## Carriera

### Club
Cresciuto nel settore giovanile del Maccabi Netanya, ha esordito in prima squadra il 15 giugno 2020, disputando l'incontro di Ligat ha'Al perso per 1-3 contro il Bnei Yehuda. Nel febbraio 2022 viene ceduto in prestito al Diósgyőr, formazione della seconda divisione ungherese, fino al termine della stagione.

### Nazionale
Ha rappresentato le nazionali giovanili israeliane Under-16 ed Under-17.

## Statistiche

### Presenze e reti nei club
Statistiche aggiornate al 1º luglio 2022.
| Stagione        | Squadra         | Campionato      | Campionato | Campionato | Coppe nazionali | Coppe nazionali | Coppe nazionali | Coppe continentali | Coppe continentali | Coppe continentali | Altre coppe | Altre coppe | Altre coppe | Totale | Totale |
| Stagione        | Squadra         | Comp            | Pres       | Reti       | Comp            | Pres            | Reti            | Comp               | Pres               | Reti               | Comp        | Pres        | Reti        | Pres   | Reti   |
| --------------- | --------------- | --------------- | ---------- | ---------- | --------------- | --------------- | --------------- | ------------------ | ------------------ | ------------------ | ----------- | ----------- | ----------- | ------ | ------ |
| 2019-2020       | Maccabi Netanya | LhA             | 0+4        | 0          | CI+TC           | -               | -               |                    | -                  | -                  |             | -           | -           | 4      | 0      |
| 2020-2021       | Maccabi Netanya | LhA             | 14+4       | 0          | CI+TC           | 1+4             | 0               |                    | -                  | -                  |             | -           | -           | 23     | 0      |
| 2021-feb. 2022  | Maccabi Netanya | LhA             | 6          | 0          | CI+TC           | 1+1             | 0               |                    | -                  | -                  |             | -           | -           | 8      | 0      |
| feb.-giu. 2022  | Diósgyőr        | NB2             | 10         | 0          | CU              | -               | -               |                    | -                  | -                  |             | -           | -           | 10     | 0      |
| Totale carriera | Totale carriera | Totale carriera | 38         | 0          |                 | 7               | 0               |                    | -                  | -                  |             | -           | -           | 45     | 0      |